# ادیت بالانتین
ادیت بالانتین (انگلیسی: Edith Ballantyne) ; (۱۰ دسامبر ۱۹۲۲) یک شهروند چک - کانادایی است که از سال ۱۹۶۹ یکی از اعضای برجسته اتحادیه بین‌المللی زنان برای صلح و آزادی (WILPF) بوده است. در آن زمان، او دبیر اجرایی این سازمان بین‌المللی شد که در ژنو سوئیس مستقر است و بیست و سه سال در این زمینه خدمت می‌کند. بین سال‌های ۱۹۹۲ تا ۱۹۹۸، وی به عنوان رئیس بین‌المللی این سازمان فعالیت می‌کرد. در سال ۱۹۹۵، او مورد تقدیر قرار گرفت و به دریافت جایزه صلح گاندی نائل آمد.

## اوایل زندگی
ادیت مولر در ۱۰ دسامبر ۱۹۲۲ در شهر کرنو، در منطقه جمهوری سیلزی چک متولد شد. مادر و پدرش رزا و آلویس مولر بودند. او تا زمان بحران مربوط به توافق‌نامه مونیخ ۱۹۳۸ در چکسلواکی زندگی می‌کرد. خانواده‌اش ابتدا به انگلستان مهاجرت کردند و بعداً در سال ۱۹۳۹ راهی کانادا شدند، در آنجا توسط شرکت راه‌آهن کانادا و اقیانوس آرام به کار کشاورزی در بریتیش کلمبیا استخدام شد. آنها به دلیل اینکه نمی‌توانستند مخارج خانواده خود را تأمین کنند، در سال ۱۹۴۱ به تورنتو نقل مکان کردند و در آنجا مولر به عنوان کلفت خانگی به کار پرداخت.
از آنجا که او قادر به صحبت کردن به زبان انگلیسی نبود، داوطلبانی از اتحادیه بین‌المللی زنان برای صلح و آزادی (WILPF)، که پناهندگان بوهمیایی را ردیابی کرده و سعی می‌کردند در تنظیم زندگی در کانادا به آنها کمک کنند، این زبان را به او آموزش دادند. مولر با پیوستن به WILPF، پیام صلح‌جویی و حقوق بشر را الهام بخش می‌دانست، اما در سال ۱۹۴۵ که او به مونترال نقل مکان کرد، ارتباط خود را با این گروه از دست داد. در ژوئیه ۱۹۴۸، مولر با کمپبل بالانتین، یکی از مقامات سازمان بین‌المللی کار ازدواج کرد و بعداً در همان سال همراه او به ژنو رفت.

## زندگی حرفه‌ای
بالانتین پس از ورود به سوئیس، در بخش انتشارات، به عنوان معاون مدیر سازمان جهانی بهداشت کار کرد. پس از پنج سال، او این پست را برای مراقبت از چهار فرزندش ترک کرد. بعد از بیست سال زندگی در ژنو، او متوجه شد که مقر WILPF در آنجا واقع شده است و در سال ۱۹۶۸ برای خدمت در آن داوطلب شد. سال بعد، او دبیرکل این اتحادیه شد، و به صورت تمام وقت مشغول به کار شد و برای بهبود تعامل WILPF با سازمان‌های غیردولتی و سازمان ملل متحد تلاش کرد.
در سال ۱۹۷۰، او در هجدهمین کنگره WILPF، که در دهلی نو برگزار شد، شرکت کرد، که تأثیر عمیقی بر دیدگاه او در ایجاد تعادل بین آزادی و صلح داشت. او دریافت که اگر راه مسالمت‌آمیز حل یک اختلاف به پایان رسیده باشد، باید به این درک رسید که سرکوب شدگان احتمالاً به خشونت متوسل شوند و اعضا این اتحادیه قادرند بدون محکوم کردن افراد استثمار شده که احساس می‌کردند گزینه دیگری ندارند، خواهان عدم خشونت باشند.
مباحثات پس از جلسه، به قطع‌نامه‌ای منجر شد که پیگیری آرمان‌گرایانه صلح‌طلبی نمی‌تواند جایگزین این شود و هدف نهایی صلح این است که مردم بتوانند به آزادی خود برسند و آزادانه زندگی کنند. در سال ۱۹۷۲، او هماهنگ‌کننده کار WILPF با سازمان ملل متحد شد. سفر او به هند، با یک سفر دیگر در سال ۱۹۷۵ دنبال شد که با یک گروه ناظر به یک تور در کشورهای خاورمیانه رفت. این سفر این انگیزه را در بالانتین به وجود آورد که باعث شد توصیه کند WILPF برای ادامه گفت وگو بین طرف‌های درگیر اصرار ورزد. اما در موضوعاتی مانند خشونت و نقض حقوق بشر که ناشی از آن است، بی‌طرف بماند، بیش از آنکه خود باعث درگیری شود. او معتقد بود که نقش WILPF تشویق هر دو طرف برای یافتن راه مسالمت‌آمیز برای همزیستی، بدون تمرکز بر اینکه مقصر این وضعیت، یا طرف یکی را گرفتن، کی بود، است.
در سال ۱۹۷۶، بالانتین به عنوان مدیر کنفرانس سازمان‌های غیردولتی (CONGO) سازمان ملل متحد انتخاب شد و به عنوان رئیس آن در شش سال آینده خدمت کرد. او به عنوان اولین نماینده‌ای از گروه فعالان صلح که این پست را بر عهده داشت، راه را برای دستیابی به اهداف خلع سلاح باز کرد. هنگامی که کنفرانس جهانی زنان در سال ۱۹۸۰ در کپنهاگ برگزار شد، بالانتین به عنوان رئیس توسعه برنامه مربوط به سازمان‌های غیردولتی مشغول به کار شد و اطمینان حاصل کرد که در بحث کارگاه‌های مختلف بر صلح و خلع سلاح تأکید شود. او میزبان دو کمیته سازماندهی بود، یکی در ژنو و دیگری در شهر نیویورک، و تلاش کرد تا نظرات گسترده گروه‌های مختلف پایه و اساس این کنفرانس را تشکیل دهد.
سال بعد، او به توسعه کنفرانسی با عنوان «زنان اروپایی در اقدام برای صلح» با هدف گردهم آوردن فعالان و فمینیست‌ها برای مطالعه ترس از پیشبرد مسابقه تسلیحاتی و توسعه برنامه‌هایی برای نظارت بر تحولات مذاکرات صلح کمک کرد. در سال ۱۹۸۳، بالانتین یکی از ۱۰ هزار زنی بود که در اعتراض به استقرار موشک‌های جدید در اروپا با ژنرال‌ها در مقر ناتو ملاقات کردند. موشک‌ها علیرغم اعتراضات به کار گرفته شدند و اندکی پس از آن، ایالات متحده به گرانادا حمله کرد. بالانتین همراه با دخالت نظامی ایالات متحده در جنگ کنترا، ریاست «کنفرانس بین‌المللی نیکاراگوئه و صلح در آمریکای مرکزی» را با آدولفو اسکیبل در لیسبون در سال ۱۹۸۴ در مورد تشدید رقابت تسلیحاتی بر عهده داشت. تمرکز او بر پیروی از هر دو راهبرد اصلی برای دستیابی به صلح و حمایت از سازمان‌هایی که از اتخاذ استراتژی‌های سنتی خودداری کردند، مبنای سیاست WILPF برای اتخاذ رویکردی دو جانبه در حمایت از فعالیت‌های صلح شد.
در سال ۱۹۸۵ در نایروبی، بالانتین بار دیگر در سمت رئیس کمیته برنامه‌ریزی سازمان‌های غیردولتی برای کنفرانس جهانی زنان کارکرد. چادر صلح، ایده‌ای که توسط بالانتین تأیید شده بود، در چمن دانشگاه نایروبی برپا شد و به نقطه کانونی این کنفرانس تبدیل شد. در این چادر، جلسات روزانه برگزار می‌شد که در آن زنان دربارهٔ تأثیرات جنگ بر زنان و کودکان بحث می‌کردند. در سال ۱۹۹۲، بالانتین رئیس بین‌المللی WILPF شد و شش سال در این سمت خدمت کرد. در سال ۱۹۹۵، او با دریافت جایزه صلح گاندی مورد تقدیر قرار گرفت.